# Fontinalis berneti
Fontinalis berneti là một loài Rêu trong họ Fontinalaceae. Loài này được Cardot & G. Roth mô tả khoa học đầu tiên năm 1910.